# Mycena galericulata
Mycena galericulata (Giovanni Antonio Scopoli, 1772 ex Samuel Frederick Gray, 1821) din încrengătura Basidiomycota, în familia Mycenaceae și de genul Mycena, este o  specie foarte frecventă saprofită de ciuperci necomestibile, fiind o descompunătoare ulterioară. O denumire populară nu este cunoscută. Trăiește în România, Basarabia și Bucovina de Nord în grupuri cu multe exemplare, adesea în mănuchiuri, într-o împrejurare mai umedă în toate felurile de păduri, prin grădini, livezi și parcuri, preferat pe și pe lângă carpeni, fagi și stejar]]i, respectiv brazi argintii, molizi și pini. Este un burete foarte adaptabil, nespecific, care trăiește pe copaci care sunt uneori încă vii, dar în cea mai mare parte deja morți, pe trunchiuri, cioturi, lemn îngropat și rădăcini. Apare de la câmpie la munte (de la o atitudine de peste 800 m mai rar), din (martie) aprilie până în noiembrie (decembrie), atât timp cât vremea nu este geroasă. Mycena galericulata este tip de specie.

## Taxonomie

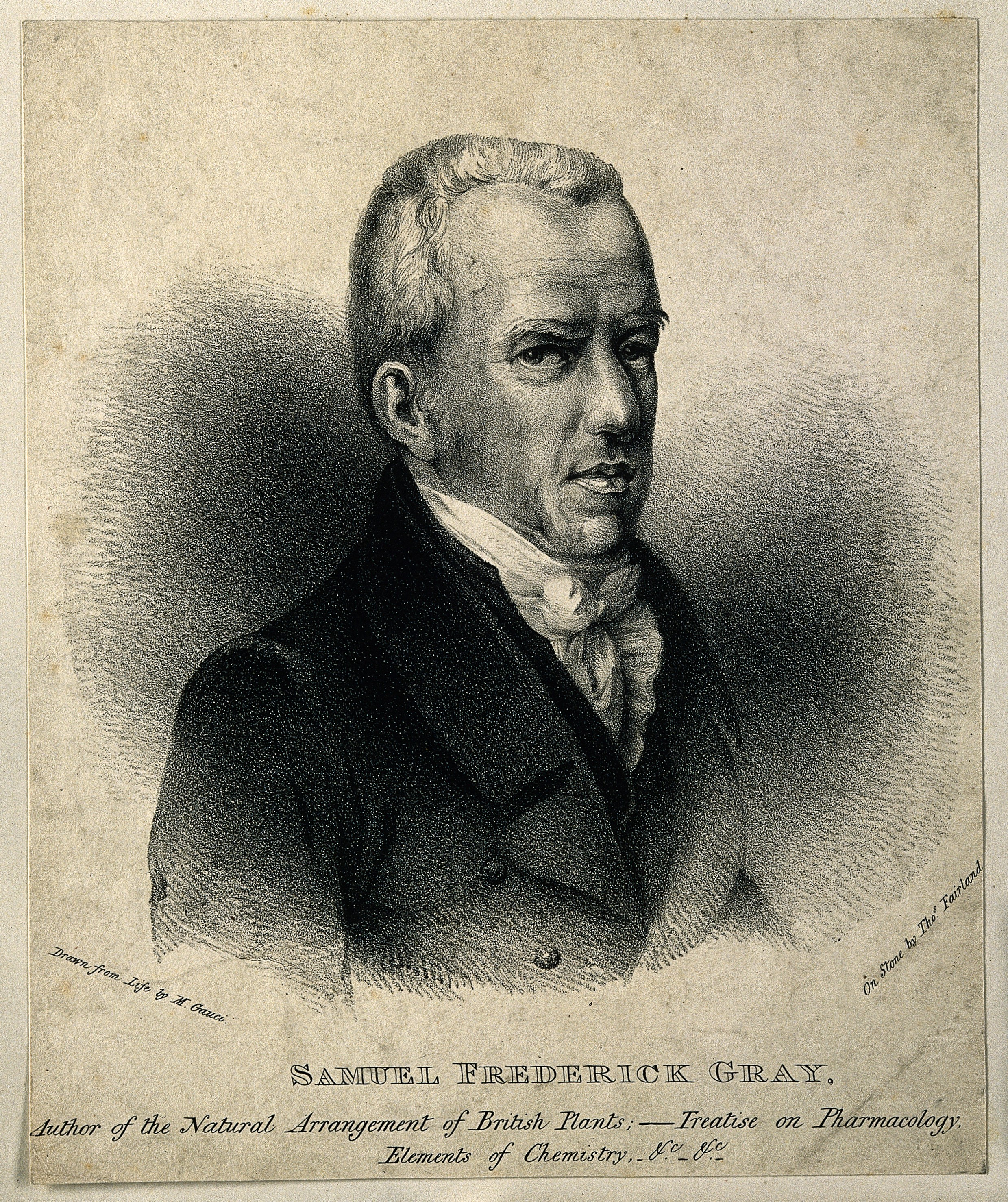
Samuel Frederick Gray

Numele binomial Agaricus galericulatus a fost determinat de naturalistul tirolez de origine italiană Giovanni Antonio Scopoli în volumul 2 al operei sale Flora carniolica din 1772. Apoi, în anul 1821, botanistul și micologul englez Samuel Frederick Gray a transferat specia corect la genul Mycena sub păstrarea epitetului, de verificat în volumul 1 al lucrării sale principale „A natural arrangement of British plants”, fiind numele curent valabil (2024).
Au fost descrise o serie întreagă de variante de culoare și formă, dar probabil că nu au nicio relevanță taxonomică. De aceea, infocaseta deține doar o selecție, lista completă se poate verifica la Index Fungorum (Vezi mai sus!). Destul de des se poate întâlni variația Mycena galericulata var. albida (Pers.) Roussel (1806).
Numele generic este derivat din cuvântul de limba greacă veche (greacă veche μύχης=ciupercă, burete), iar epitetul specific de la cuvântului latin (latină galericulum=perucă/ șapcă (de blană) mică, glugă), datorită aspectului pălăriei (relația dintre lamele și cuticulă).

## Descriere

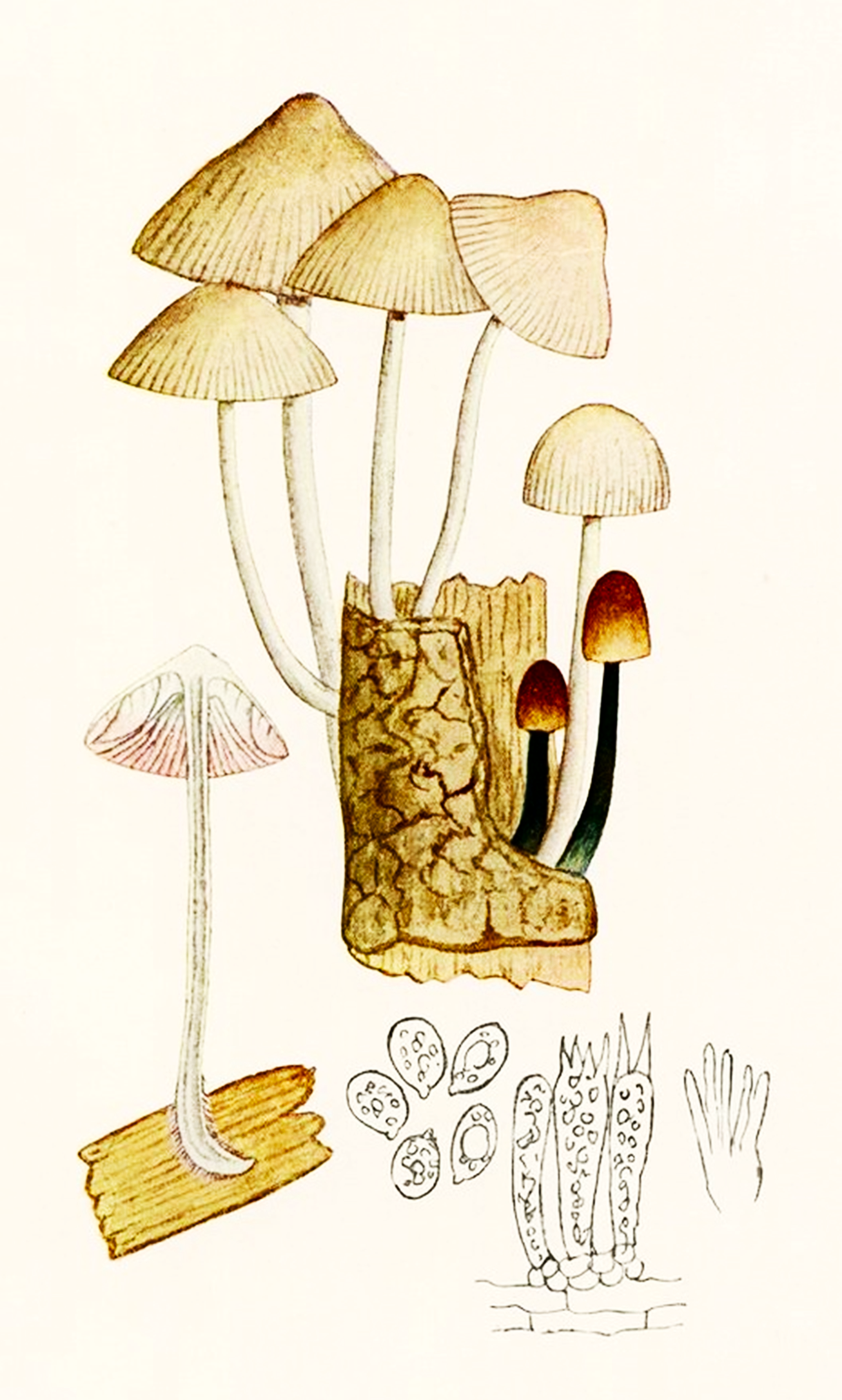
Bres.: Mycena galericulata

- Pălăria: cu un diametru de 2-6 (8) cm este destul de subțire și ceva fibroasă, în formă de clopot sau conică, mai târziu arcuită, dar niciodată complet ecranată, cu o cocoașă largă în vârful pălăriei și cu marginea ridicată la bătrânețe. Cuticula goală și mată este canelată radial sau brăzdată până la mijloc, cocoașa rămânând netedă. Coloritul variază, el poate fi albicios, galben-maroniu, gri-maroniu pal până la slab brun, cu marginea mai deschisă și cu cocoașa puțin mai închisă la culoare.
- Lamelele: sunt subțiri, nu foarte dense, bulboase, cu lamele intermediare de lungime diferită și aderente la picior. La bază sunt conectate într-o manieră zbârcită sau conturându-se așezate transversal. Muchiile sunt netede până la ondulat zimțate. Coloritul inițial albicios până la gri deschis devine cu avansarea în vârstă adesea roz.
- Piciorul: rigid cu o înălțime de 4-8 (12)  cm și o grosime de 0,3-0,7 (0,9) cm este mereu mai lung ca diametrul pălăriei, fiind cilindric, uneori slab îndoit, gol pe dinăuntru și fără inel cu baza albicioasă, parțial înrădăcinând fusiform și țesălată păros (datorită ruperii multor fire fine de miceliu când ciuperca este scoasă din substratul lemnos). Coloritul este cenușiu strălucitor până la maroniu, vârful în mare parte mai deschis.
- Carnea: gri-albicioasă, spre bază brună până brun-negricioasă, este destul de subțire și fibroasă. Mirosul este făinos, adesea de ridichi, tânăr de castravete sau pepene verde, iar gustul blând și făinos.[3][4]
- Caracteristici microscopice are spori elipsoidali, netezi, hialini (translucizi) și amilozi (ce înseamnă colorabilitatea structurilor tisulare folosind reactivi de iod), cu o mărime de 9-11 x 6 (7)-8 (9) microni. Pulberea lor este crem deschis. Basidiile clavate cu preponderent doar 2 sterigme fiecare măsoară 30 (34)-35 (40) x (7) 8-9 microni. Elementele cuticulei (pileipellis) sunt divergente, cu noduri scurte și extensii în formă de bețișor. Cheilocistidele (elemente sterile situate pe muchia lamelor) de 32-(38) 40 × (7) 8-12 (15) microni în formă de măciuca sunt numeroase. Vârful sau întregul capăt extins poartă mai multe proeminențe și noduri asemănătoare unor degete sau bastonașe cu o lățime de 8-12 µm care pot deveni oarecum ramificate când sunt bătrâne. Cheilocistidele apar așadar în formă de perie. Pleurocistidele (elemente sterile situate în himenul de pe fețele lamelor) lipsesc. Trama lamelară este formată din hife mai mult sau mai puțin paralele care de decolorează brun-vinaceu într-o soluție de iod.[9][10]
- Reacții chimice: nu sunt cunoscute.

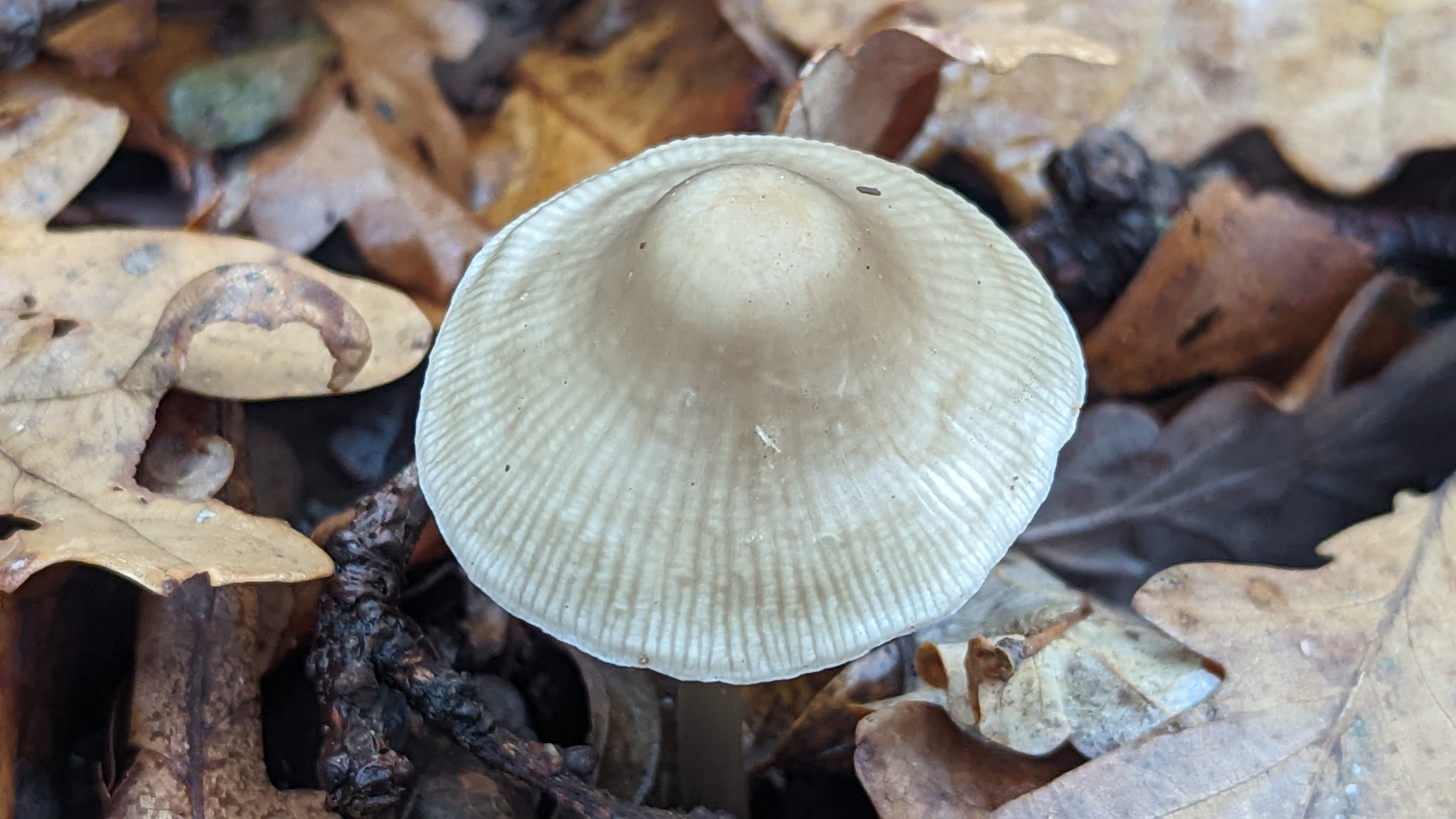
M galericulata, pălărie
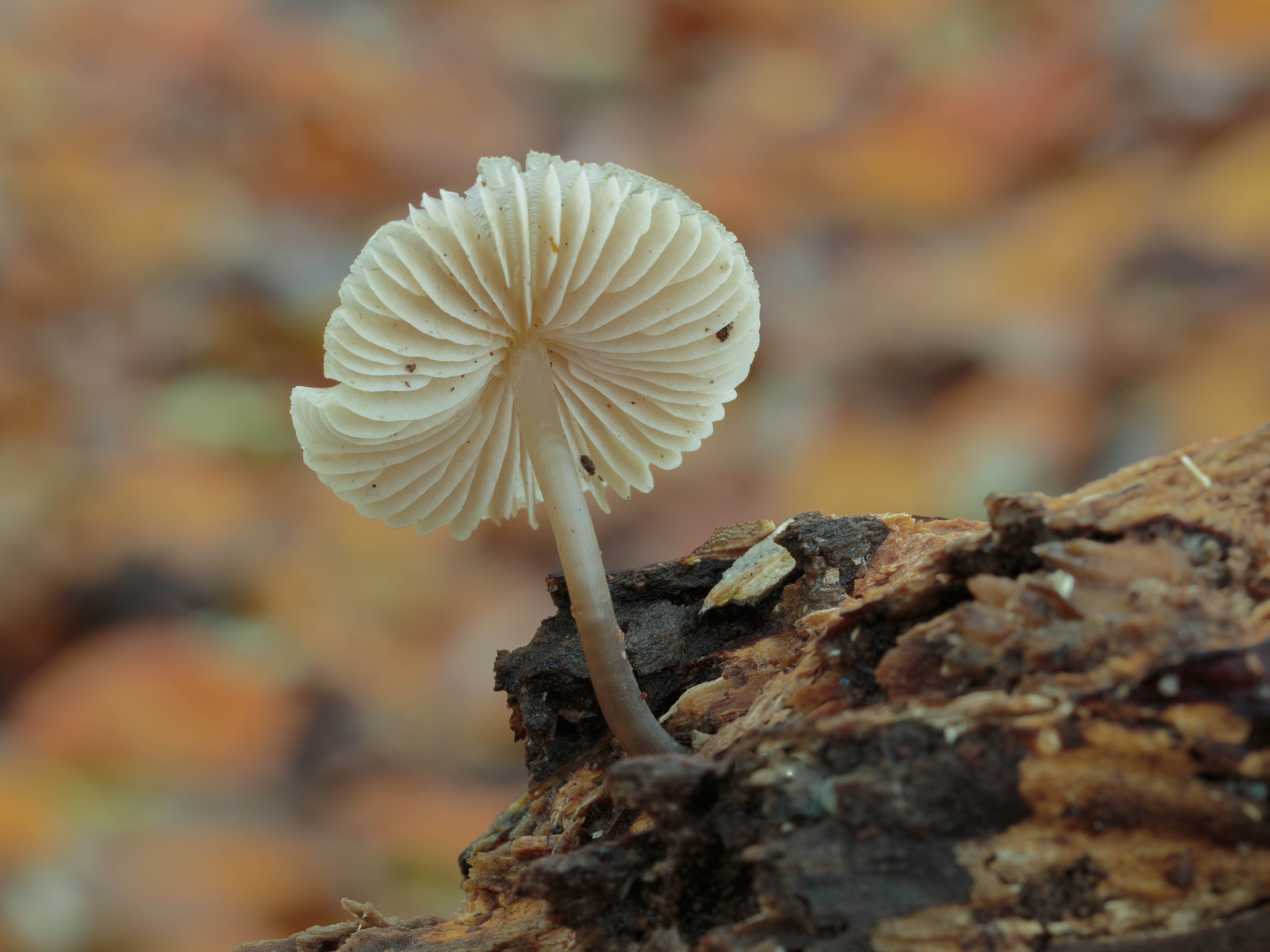
M. galericulata, lamele și picior
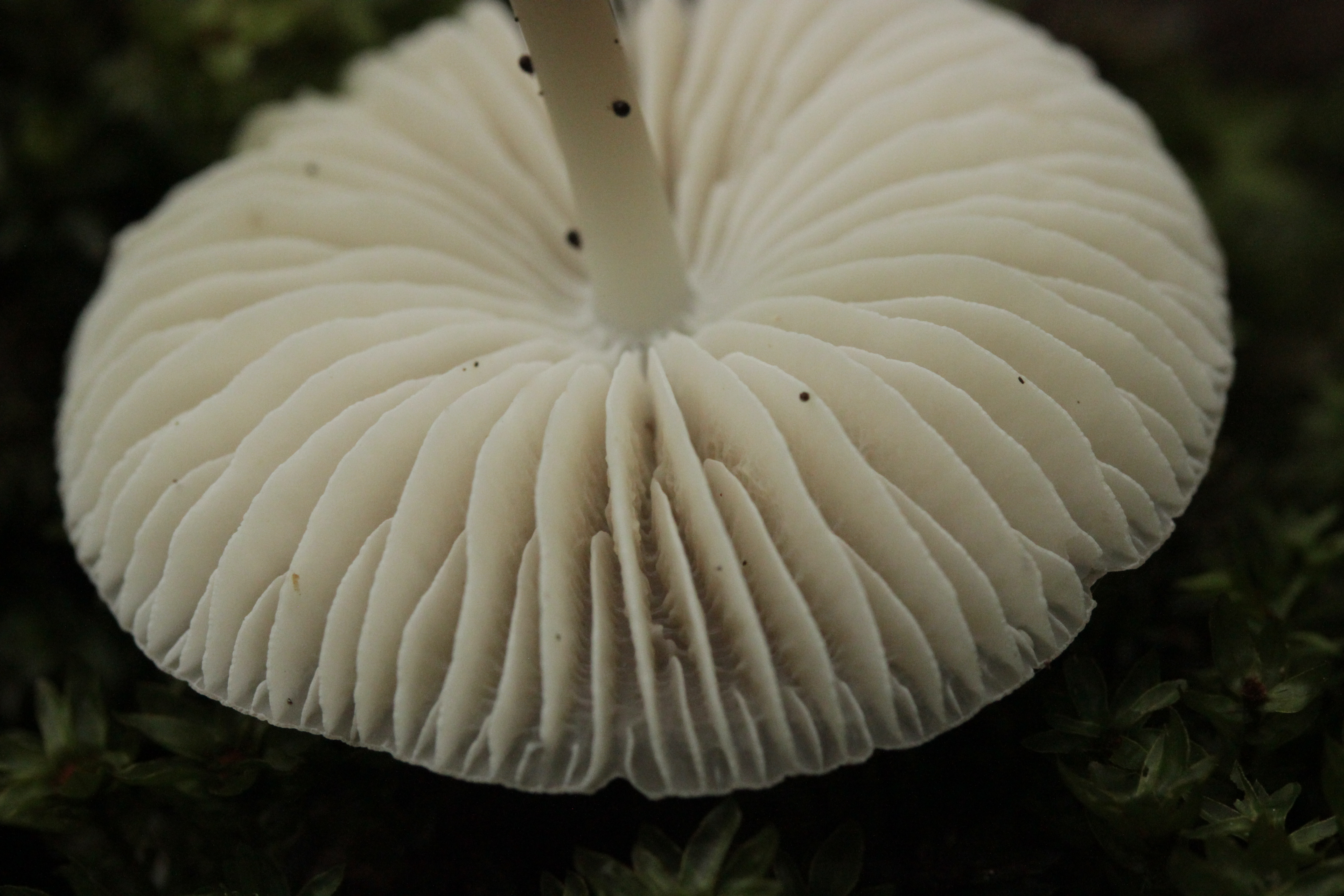
M. galericulata, lamele din apropiere
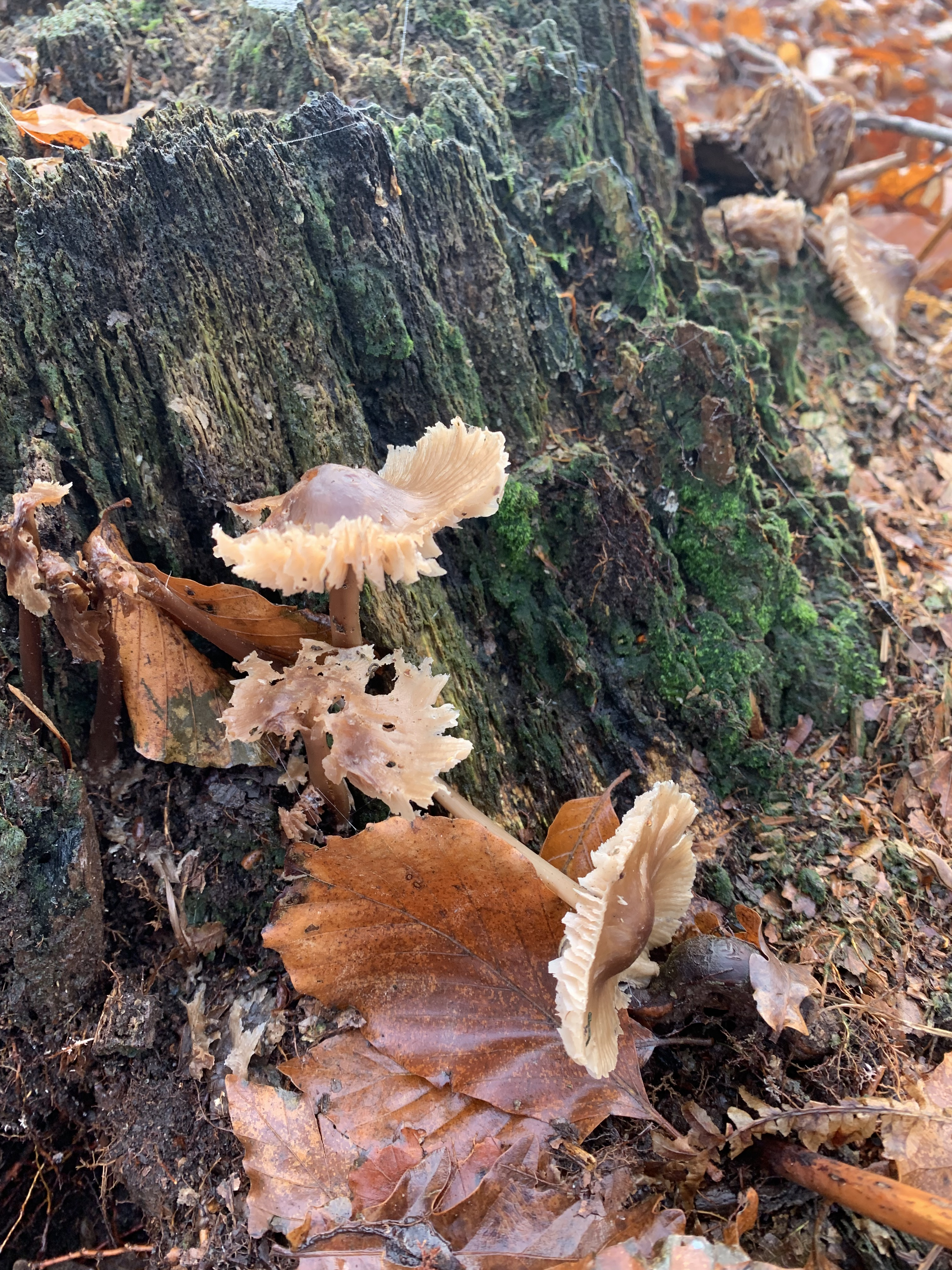
M. galericulata bătrâne
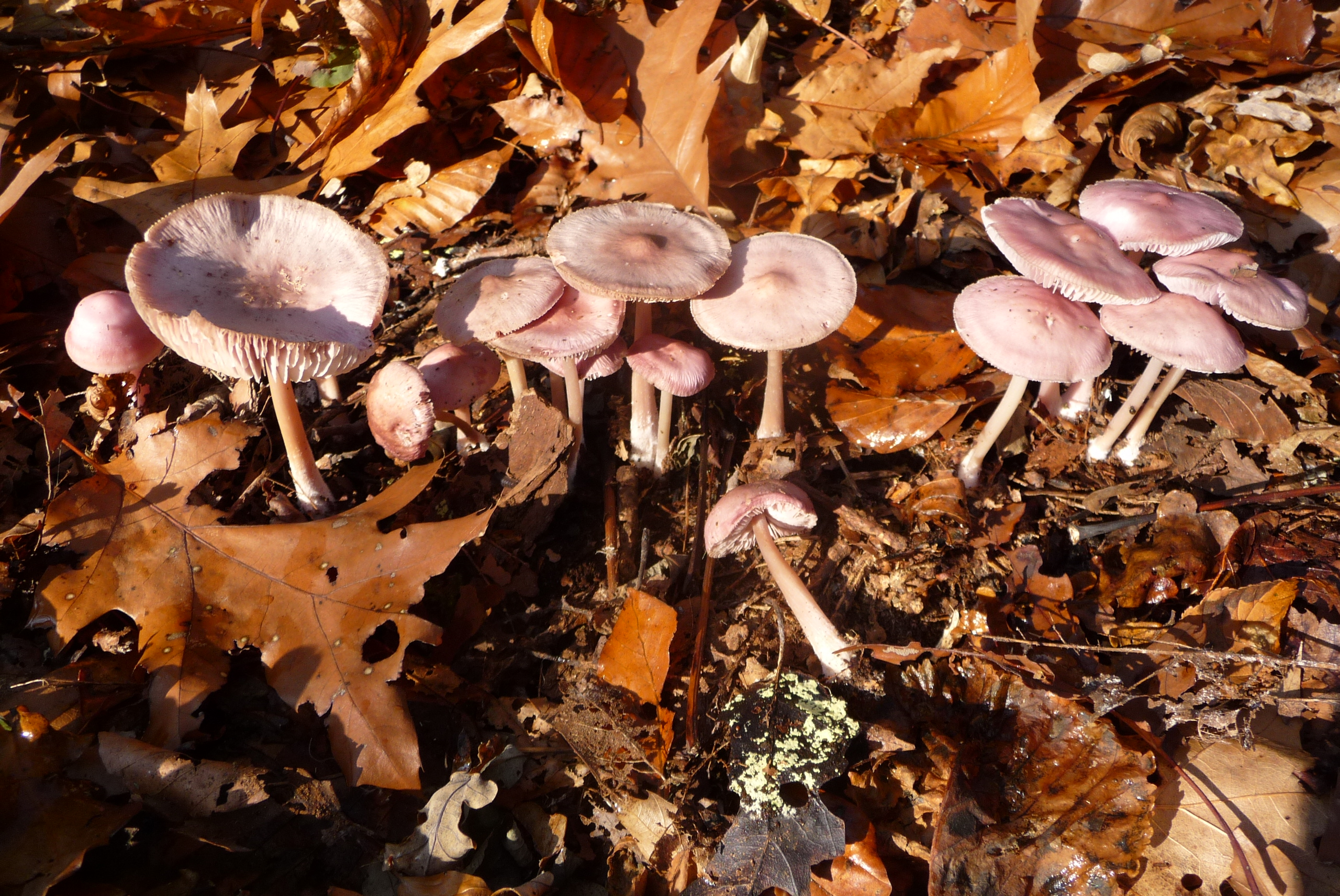
M. pura în grup mare

## Confuzii
Mycena galericulata poate fi confundată de exemplu cu alte specii ale genului cu toate necomestibile, cum sunt de exemplu Mycena abramsii sin. Mycena praecox, Mycena fagetorum, Mycena galopus (miros de ridichi, lapte alb), Mycena inclinata (miros rânced), Mycena pearsoniana, Mycena pura (condiționat comestibilă, ușor otrăvitoare, margine canelată, miros de ridiche). Mycena renati sin. Mycena flavipes (miros de clor), Mycena strobilicola (miros de clor) și Mycena tintinnabulum, dar, de asemenea, cu Entoloma sericellum (necomestibil, fără valoare culinară) sau Hydropus marginellus (comestibil).

## Specii asemănătoare în imagini

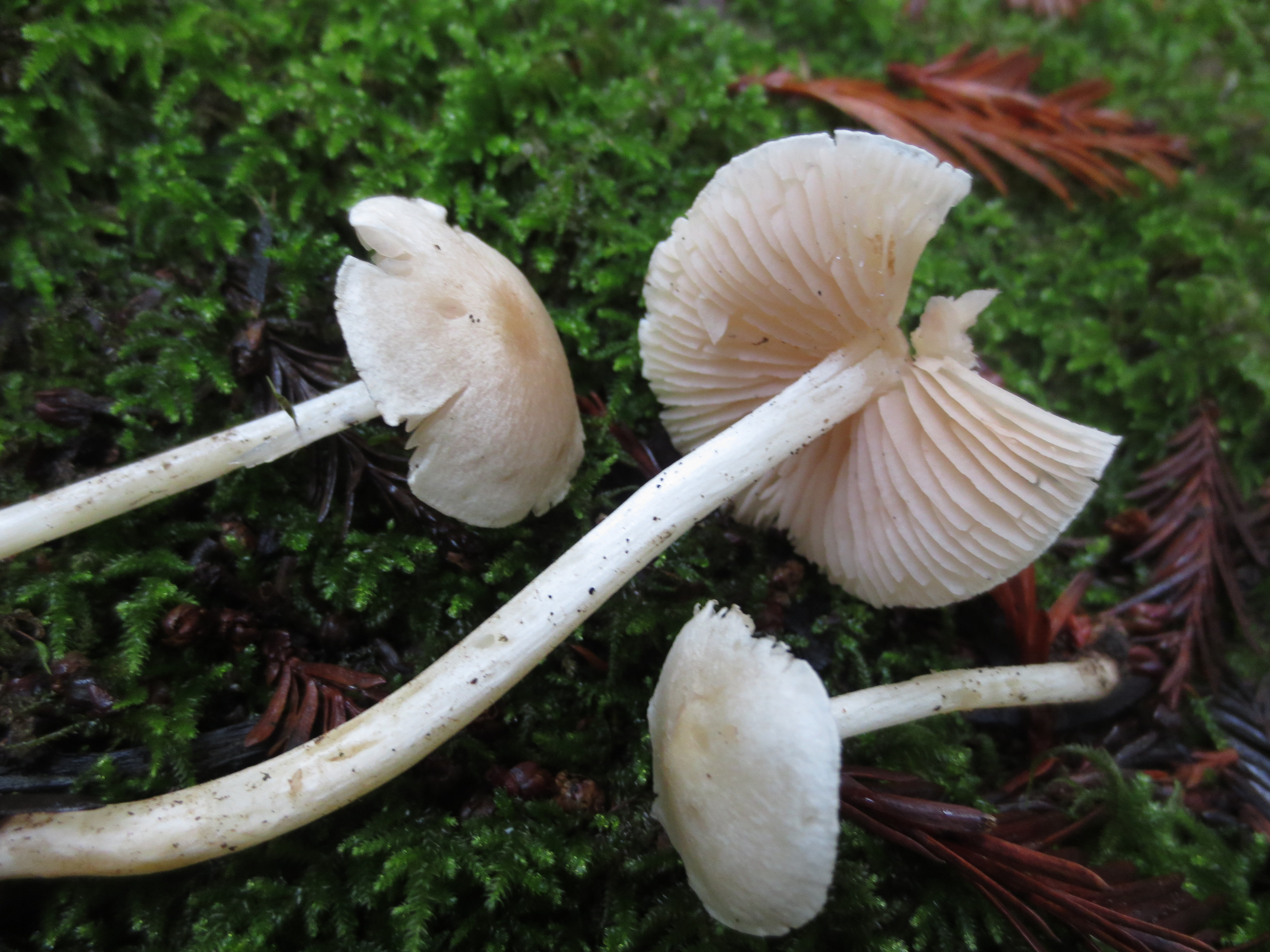
Entoloma sericellum
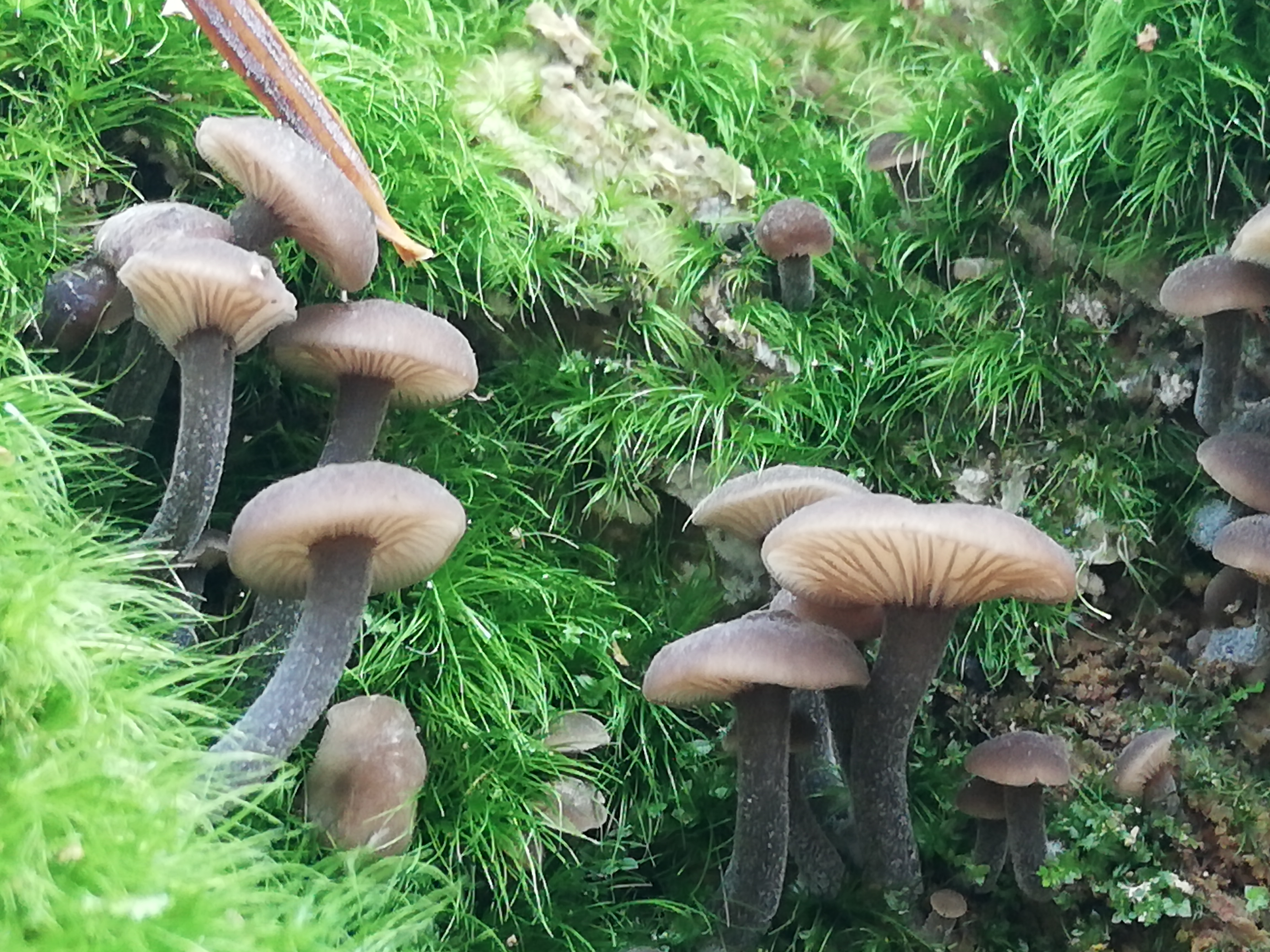
Hydropus marginellus sin. Mycena marginella
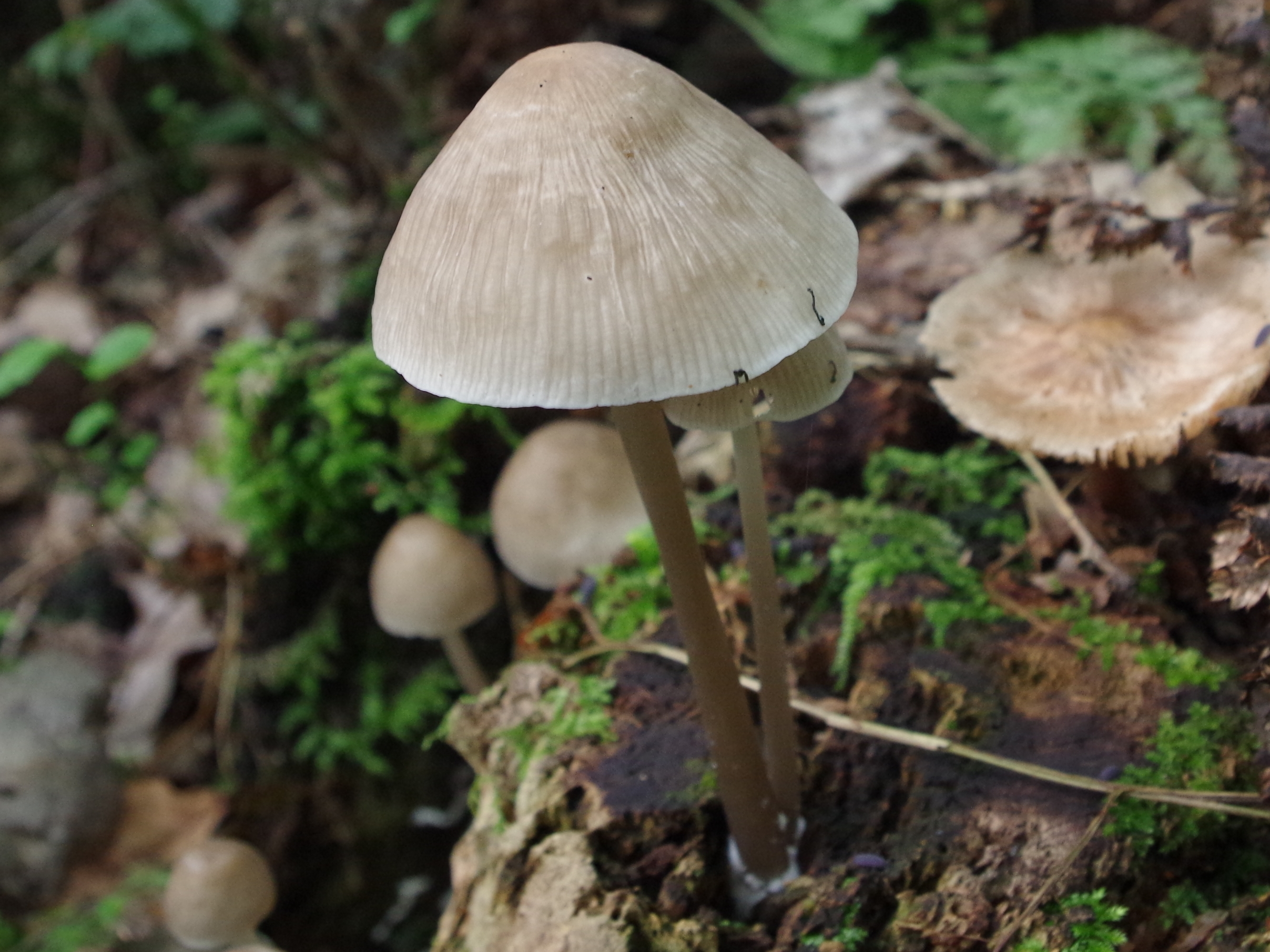
Mycena abramsii
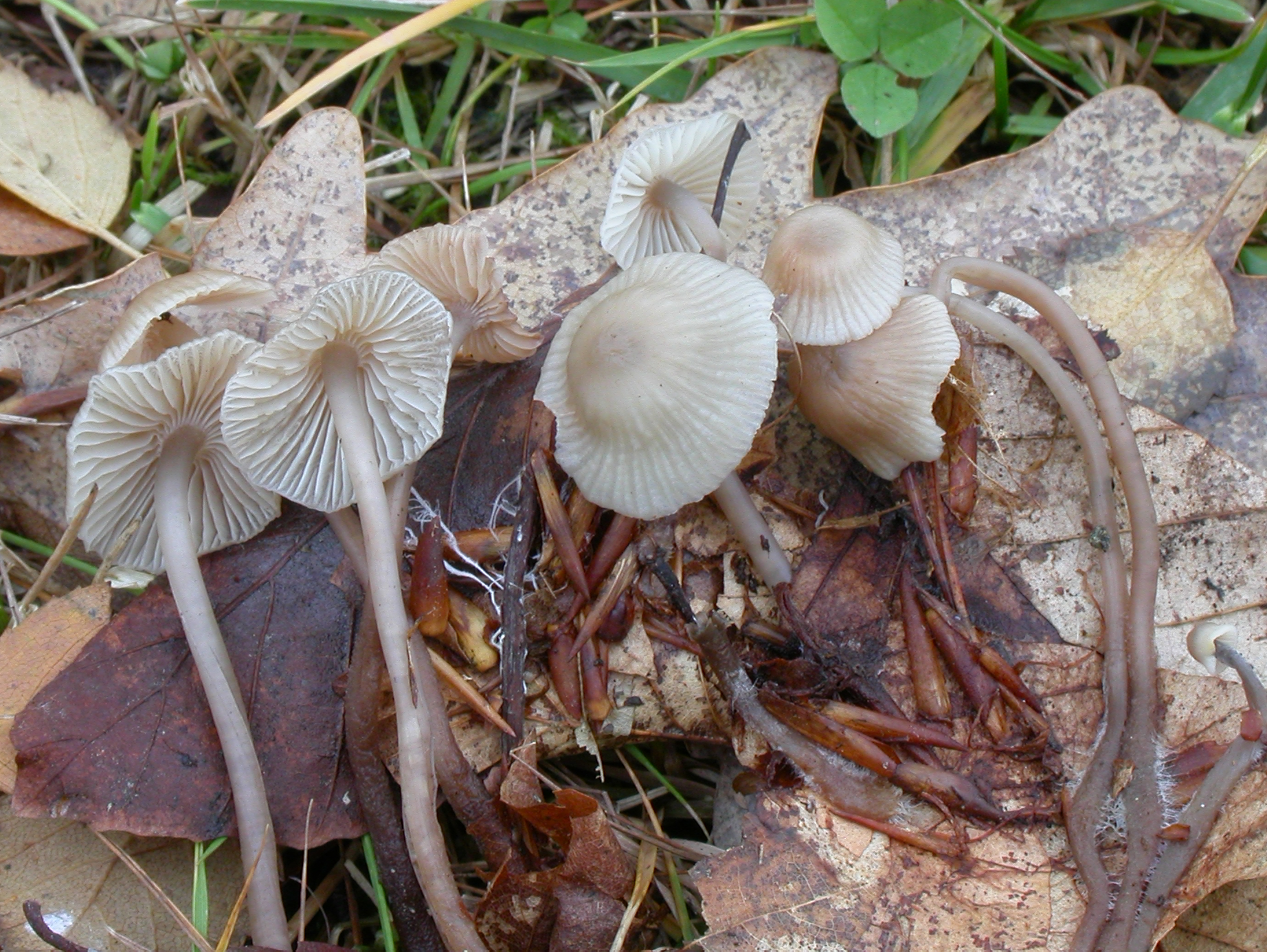
Mycena fagetorum

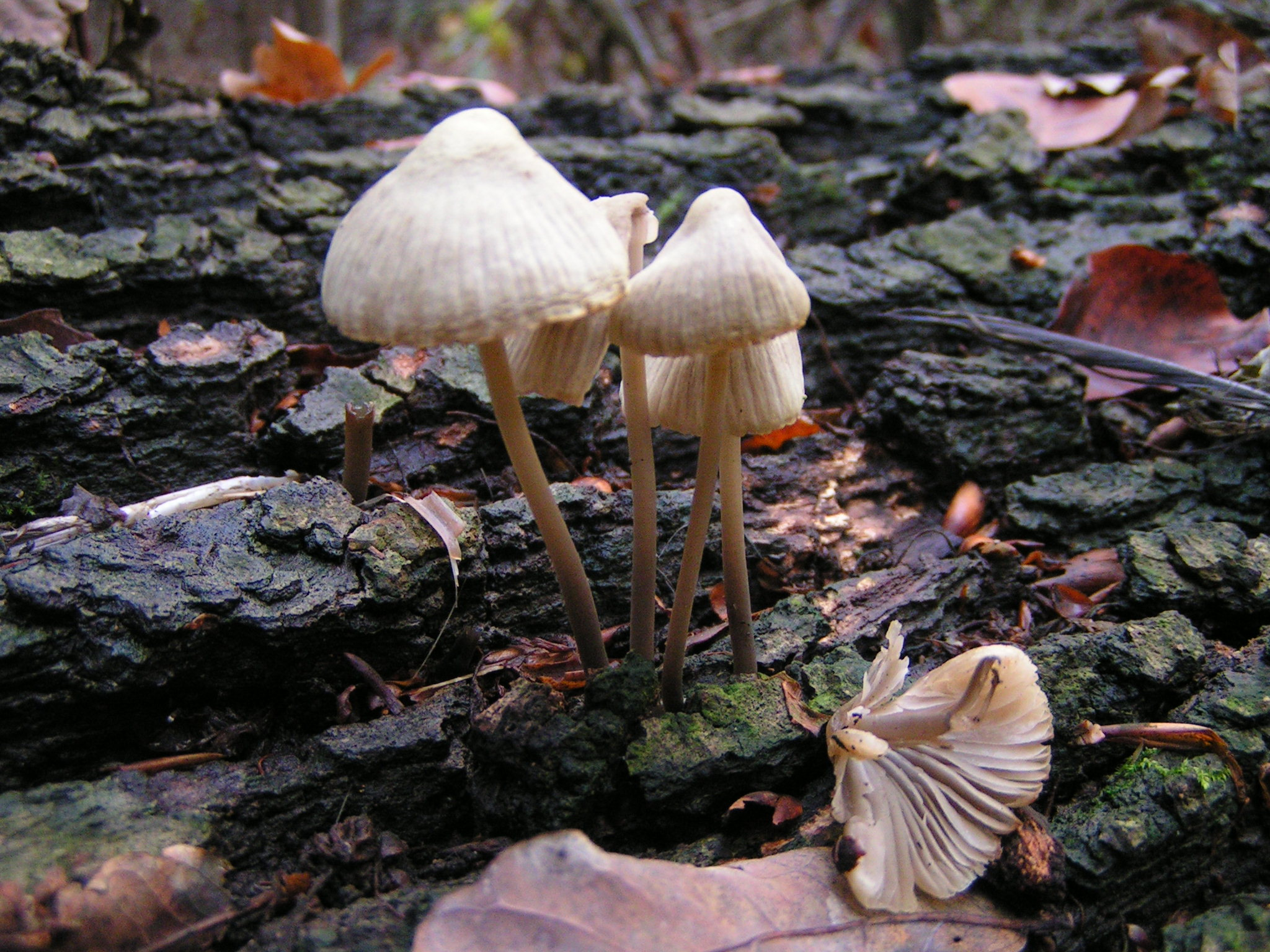
Mycena galopus
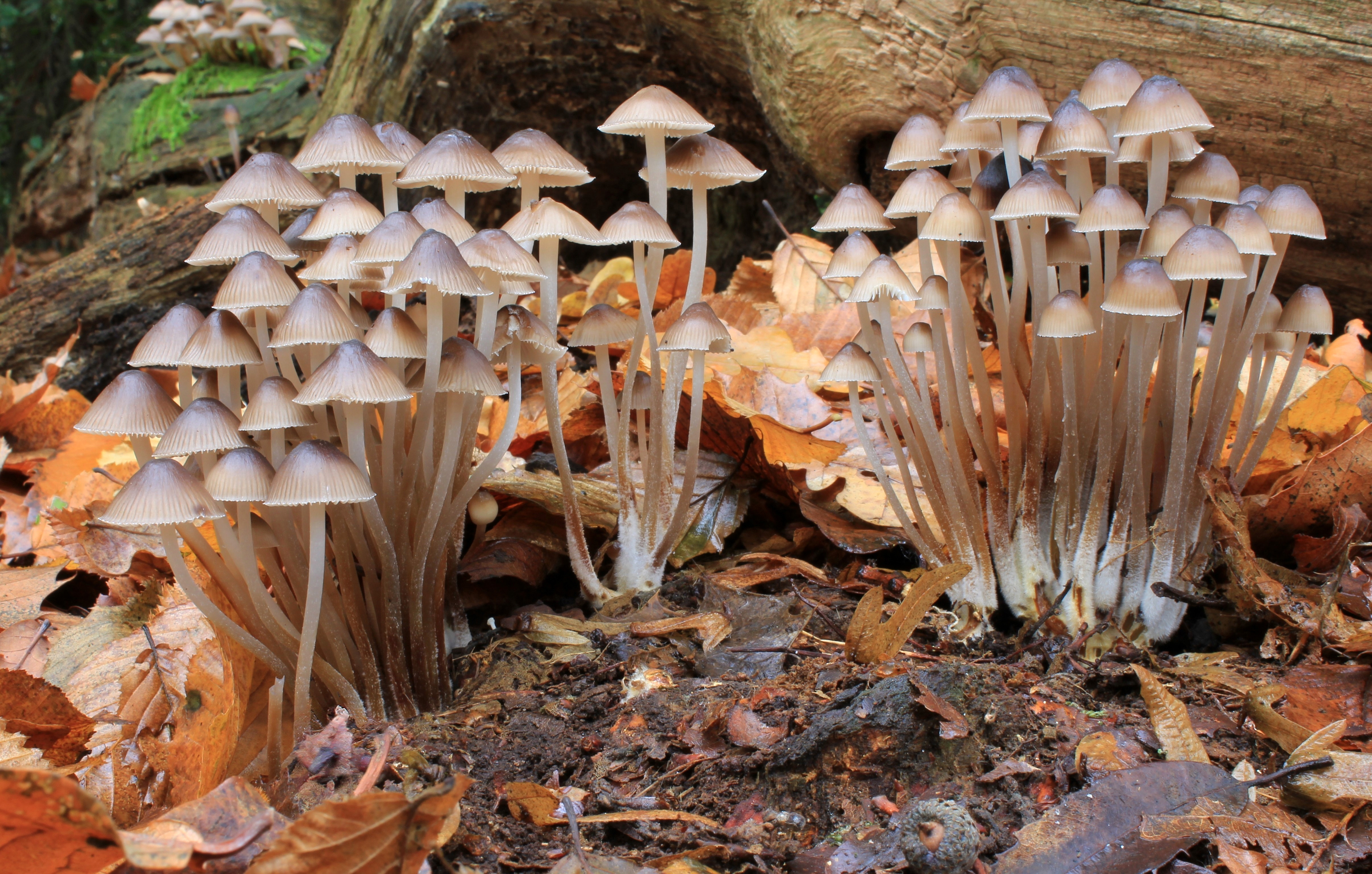
Mycena inclinata
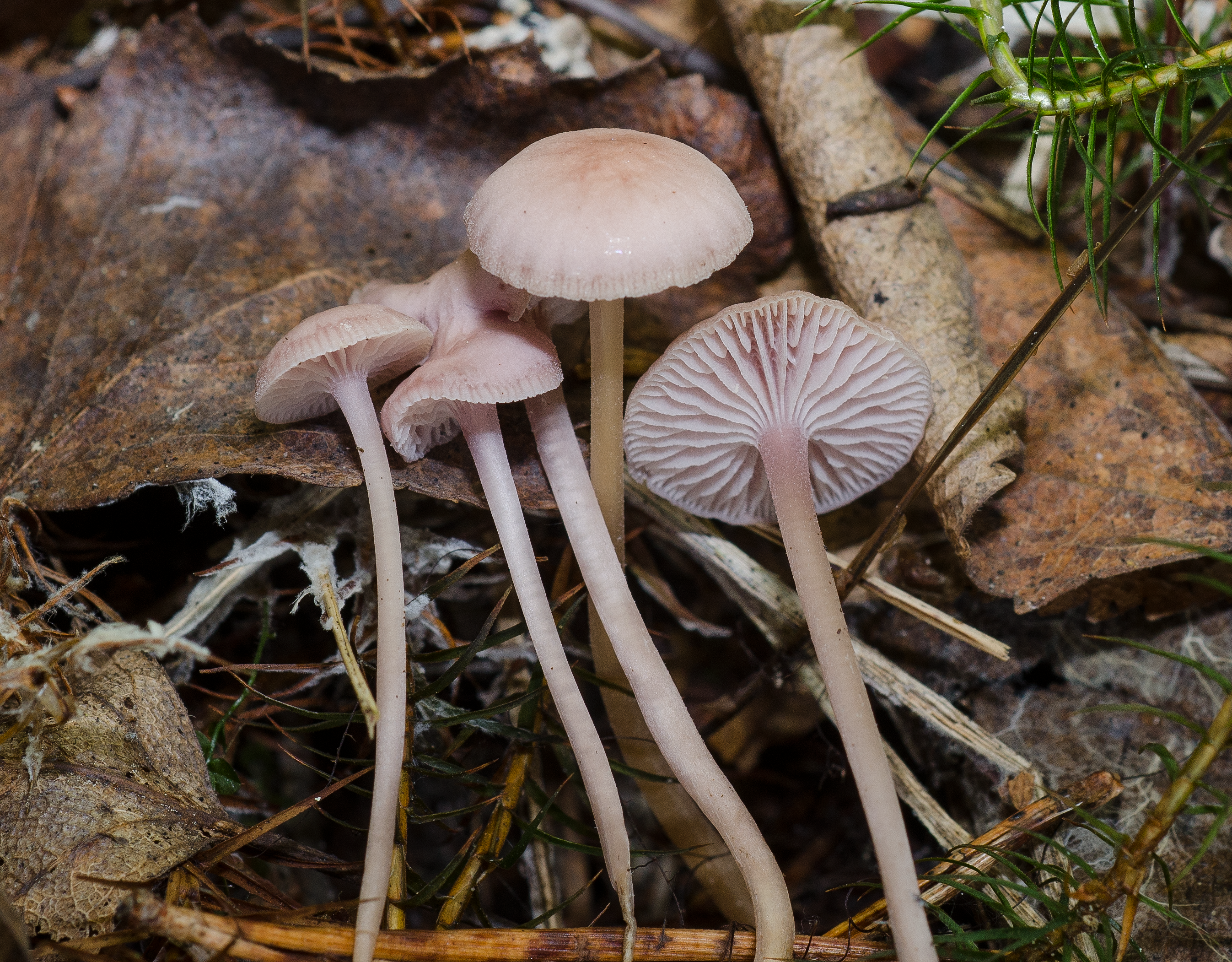
Mycena pearsoniana

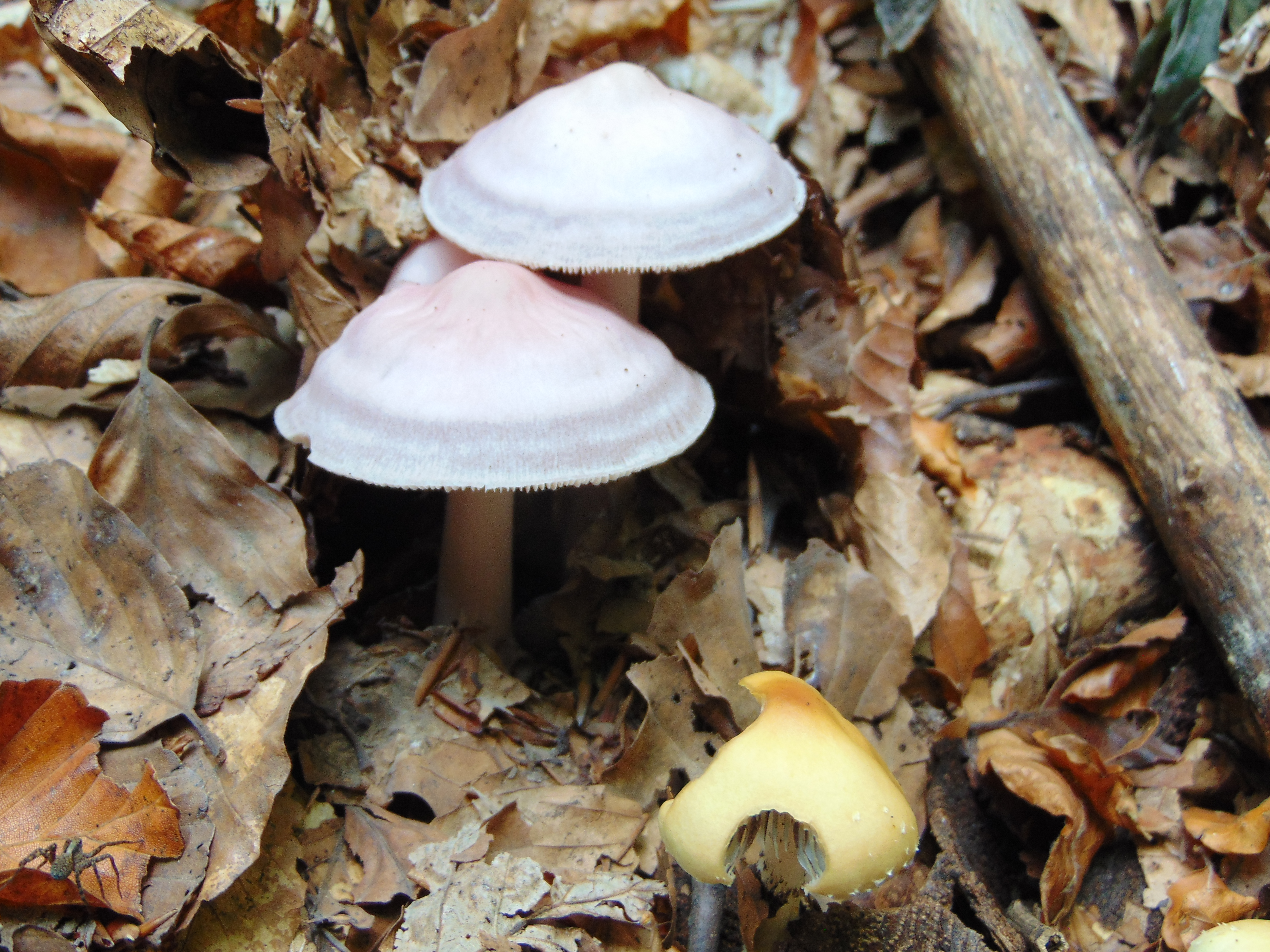
Mycena pura
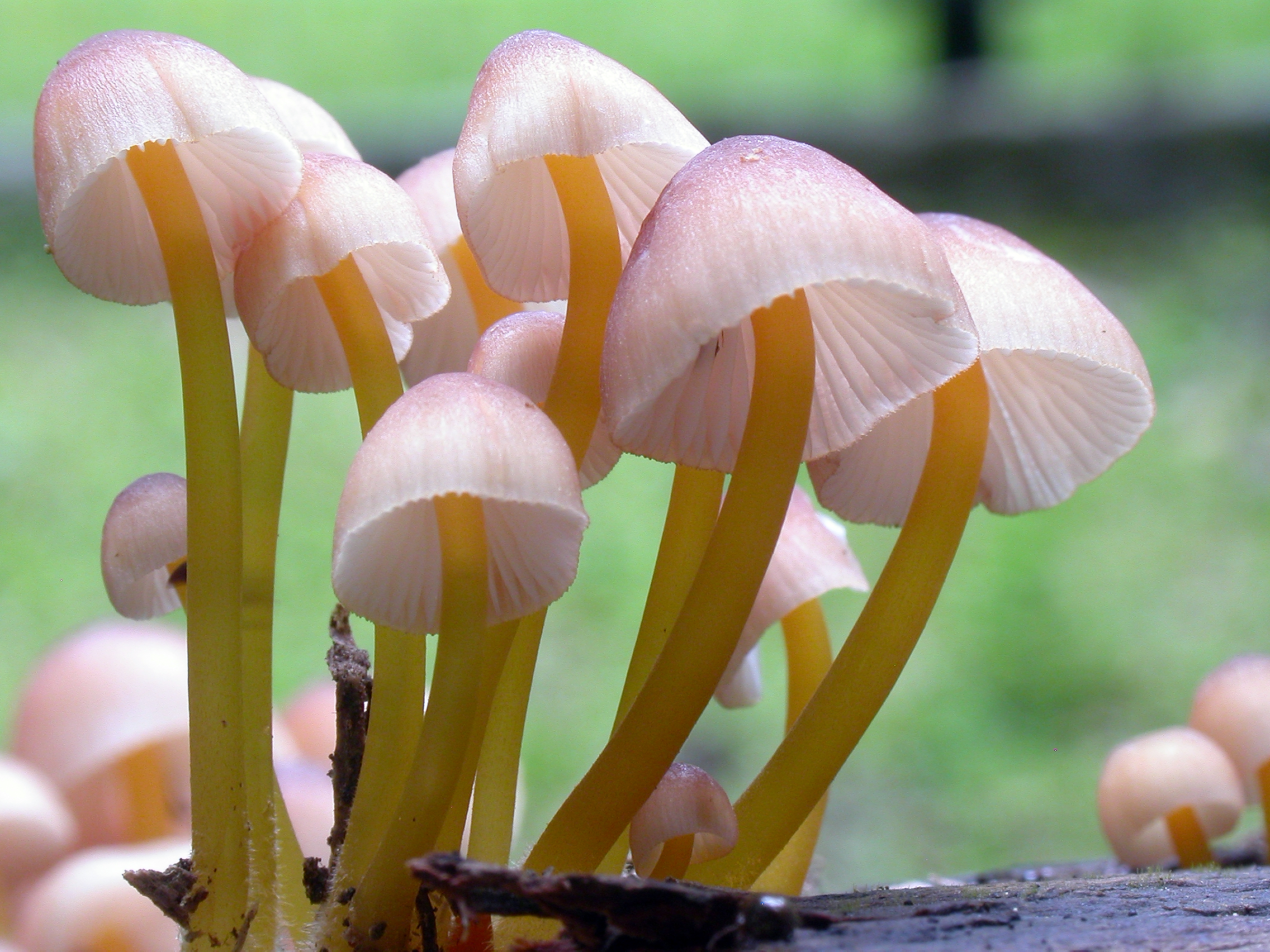
Mycena renati
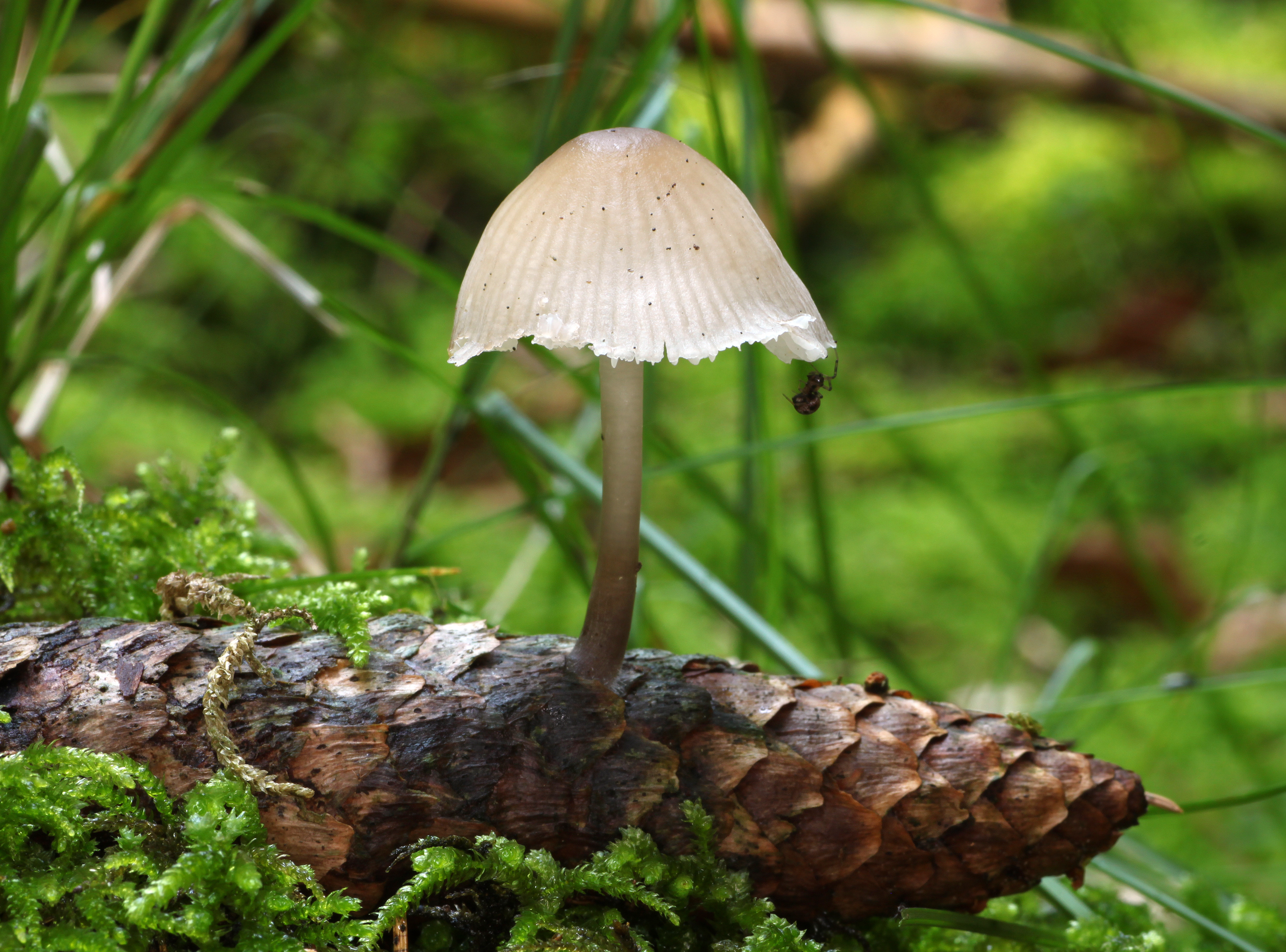
Mycena-strobilicola
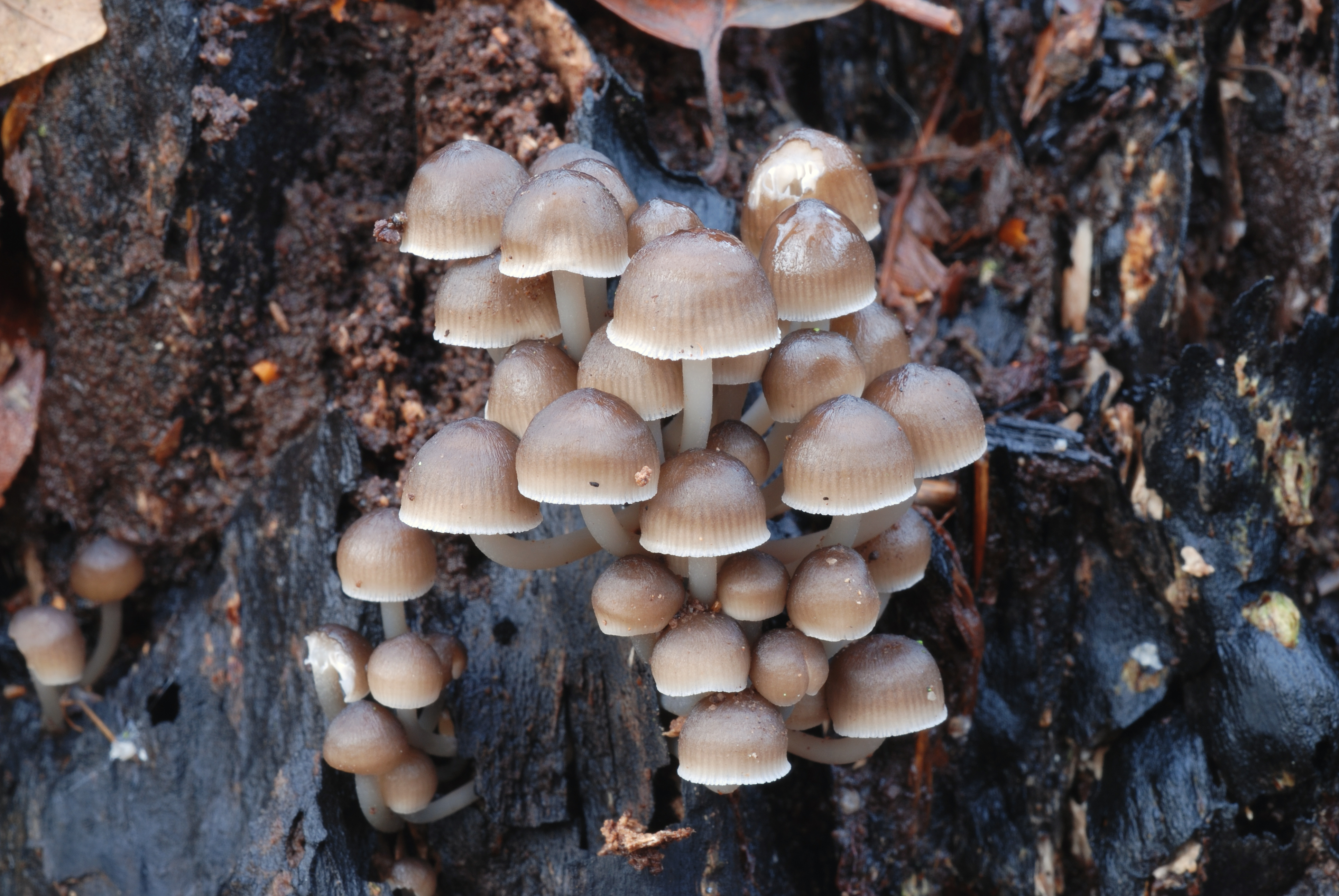
Mycena tintinnabulum

## Valorificare
Mycena galericulata nu este otrăvitoare, dar din cauza calității inferioare a cărnii și al mirosului nu prea plăcut nu poate fi folosită în niciun caz în bucătărie.